# ثوم داردن
ثوم داردن (بالإنجليزية: Thom Darden)‏ هو لاعب كرة قدم أمريكية أمريكي، ولد في 28 أغسطس 1950 في ساندوسكي في الولايات المتحدة.

## وصلات خارجية
- ثوم داردن على موقع مرجع كرة القدم المحترفة.كوم (الإنجليزية)